# Conleth Hill
Conleth Hill (ur. 24 listopada 1964 w Ballycastle) – brytyjski i północnoirlandzki aktor teatralny, telewizyjny i filmowy.

## Życiorys
Jako aktor teatralny związany przede wszystkim z teatrem The Lyric w Belfaście. Grał w takich sztukach jak Sen nocy letniej, Czekając na Godota i wielu innych. Występował również na scenach szkockich i angielskich (m.in. w londyńskim Royal National Theatre i w Theatre Royal przy Drury Lane). Na Broadwayu debiutował w głównej roli w sztuce Stones in His Pockets autorstwa Marie Jones. Otrzymał za nią w 2001 nagrody specjalne Drama Desk Award i Theatre World Award, a także nominację do Nagrody Tony dla najlepszego aktora. Wyróżnienia przyniósł mu także udział w przedstawieniu The Seafarer Conora McPhersona. W 2008 ponownie nominowany do Nagrody Tony, został też laureatem Drama Desk Award dla najlepszego aktora drugoplanowego.
W rolach telewizyjnych debiutował pod koniec lat 80. W 1994 zagrał jedną z głównych ról w serialu Blue Heaven emitowanym przez Channel 4. W 2009 wystąpił w filmie Co nas kręci, co nas podnieca w reżyserii Woody’ego Allena. W 2011 pojawił się w roli lorda Varysa w Grze o tron wyprodukowanej przez HBO.

## Wybrana filmografia
- 1993: Kroniki młodego Indiany Jonesa
- 1994: Blue Heaven
- 2007: The Life and Times of Vivienne Vyle
- 2009: Co nas kręci, co nas podnieca
- 2011: Gra o tron
- 2013: W garniturach[1]